# .tz
.tz e интернет домейн от първо ниво за Танзания. Администрира се от PSGnet. Представен е през 1995 година.

## Домейни от второ ниво
- .co.tz
- .ac.tz
- .go.tz
- .or.tz
- .ne.tz